# Vanessa Barragão
Vanessa Barragão (Albufeira, 1992) é uma artista plástica portuguesa, que se destacou pelas suas tapeçarias.

## Biografia
Nasceu na cidade de Albufeira, em 1992. Frequentou a Faculdade de Arquitectura de Lisboa entre 2010 e 2016, tendo concluído um mestrado em Design de Moda. Fez o estágio na Fábrica de Tapetes Beiriz, na Póvoa de Varzim, onde alcançou o posto de directora em 2016, experiência que lhe transmitiu valiosos conhecimentos sobre as várias funções ligadas à indústria têxtil, que lhe foram de grande utilidade durante a sua carreira artística.
A sua obra é compostamente por tapeçarias, tapetes e peças decorativas de parede, que são produzidas com recurso a diversas técnicas manuais. Os seus trabalhos são principalmente inspirados em motivos marítimos, tendo como tema proeminente a sensibilização para os problemas climáticos e a defesa do meio ambiente. Com efeito, o processo de criação dos seus trabalhos destaca-se pela forte aposta na sustentabilidade e ecologia, com a utilização predominante de desperdícios têxteis, oriundos de fábricas. Fundou o seu primeiro estúdio de design em 2014, o Studio Vanessa Barragão, em Albufeira, ainda durante o período como estudante. Entre 2018 e 2020 manteve um atelier na cidade do Porto, tendo-se depois fixado em Albufeira.

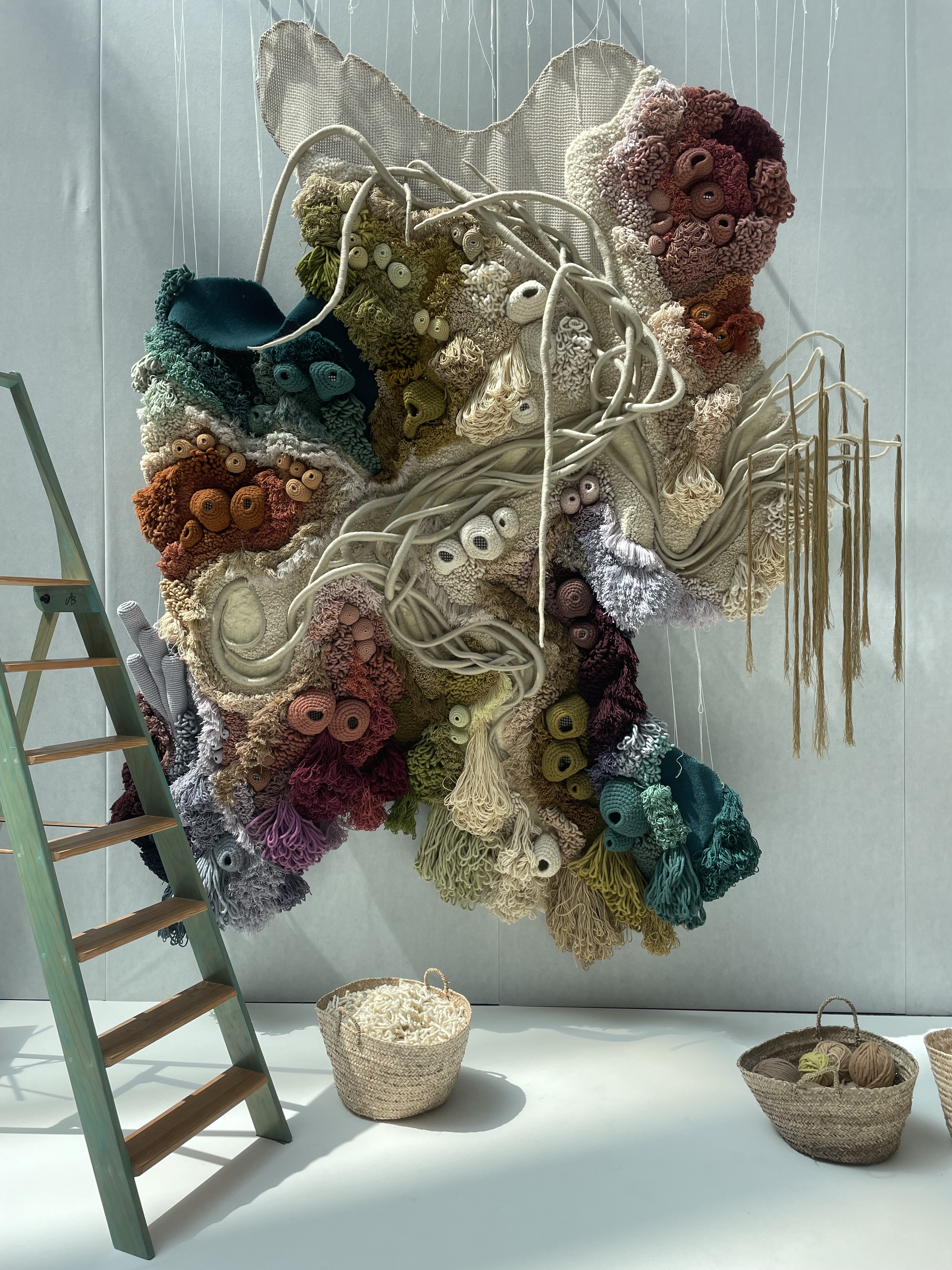
Peça Immersion, exposta no Centro Comercial Colombo (Lisboa), em 2025.

É considerada como uma das artistas plásticas portuguesas que alcançaram um grande sucesso no estrangeiro, nomeadamente no Japão e na Austrália, tendo feito a sua primeira exposição na cidade de Sydney. As suas obras foram adquiridas por compradores de vários países, como a China, Estados Unidos da América, Japão, Brasil, Austrália, Nova Zelândia e México. Tem colaborado com diversas galerias de arte nacionais e internacionais, incluindo a Casa Cuadrada, de Bogotá, a galeria luso-angolana This Is Not A White Cube, e a CoBrA Gallery, de Xangai. Uma das suas peças mais destacada é a Botanical Tapestry, que foi exposta no Aeroporto de Heathrow, em Londres, e que procura alertar o público sobre o problema das alterações climáticas.
Fez várias exposições colectivas ou individuais, tanto em território nacional como no estrangeiro, incluindo o Festival Iminente em Lisboa em 2022,The Art of Mushrooms no Museu Serralves, no Porto, em 2022, (Im)materiality no centro Not a Museum em Lisboa em 2022, e no Centro Cultural de Águeda em 2022. Em 2024 fez a exposição individual Submerso no Centro Cultural de Lagos. Fora de Portugal, participou nas exposições Threads + Colour 2 em Sydney, na Austrália, em 2017, Underneath the Serene Sky no CoBrA Gallery, em Xangai, em 2021, Tools for Conviviality, no Cheongju Craft Biennale, na Coreia do Sul, em 2021, Flora Fauna Fibre: Textiles in Contemporary Art no Mary M. Torggler Fine Arts Center, nos Estados Unidos da América, em 2022, Crafting A More Human Future - Homo Faber Event no Fondazioni Giorgio Cini, em Veneza, em 2022, e Pour L’Amour du Fil, no Salon International des Arts du Fil at Grand Palace de Nantes, em 2022.

## Reconhecimento
Em Março de 2024, o governo português doou a peça Coral Vivo, de Vanessa Abragão, à Organização das Nações Unidas, prevendo-se que iria ser exposta de forma permanente na sede daquele organismo, em Nova Iorque. Segundo um comunicado emitido pelo governo português, esta oferta tinha como finalidade «valorizar a participação ativa de Portugal naquela organização, bem como o papel cimeiro das Nações Unidas na agenda dos Oceanos e na construção de um futuro mais verde, mais seguro e mais próspero», tendo descrito a peça como simbolizando «a importância e riqueza dos recifes de coral, um ecossistema com a maior biodiversidade do mundo». Sobre a artista, o comunicado referiu que «Criando peças de grande escala [...] a artista e designer têxtil portuguesa transmite mensagens poderosas de apelo à consciência ambiental, alertando para a ameaça que estas áreas marinhas enfrentam, em resultado das alterações climáticas e da poluição».